# Ōkamiden
Ōkamiden (大神伝 ～小さき太陽～?, Ōkamiden: Chiisaki Taiyō) è un videogioco in stile avventura dinamica sviluppato da Mobile & Game Studio, Inc. e pubblicato da Capcom nel 2010 per Nintendo DS. Sequel di Ōkami, il gioco vede protagonista un cucciolo di lupo, Chibiterasu, figlio di Amaterasu.
Il gioco è stato progettato da Kuniomi Matsushita, direttore del porting per Wii di Ōkami, e Motohide Eshiro, produttore di Ace Attorney Investigations: Miles Edgeworth e Onimusha 2: Samurai's Destiny.
È uscito in Giappone il 30 settembre 2010, in Nord America il 15 marzo 2011 e in Europa il 18 marzo. Il gioco ha come protagonista Chibiterasu, un piccolo lupo celeste nato da Amaterasu, la protagonista di Ōkami, e presenta gran parte dello stesso gameplay del suo predecessore, compreso il pennello celeste che permette ai giocatori di bloccare il gioco e disegnare forme o motivi utilizzando il touch screen.
Lo sviluppo è iniziato quando Matsushita ha espresso il proprio interesse per la creazione di un nuovo gioco di Ōkami e ha mostrato a Eshiro una demo tecnica di tale gioco nel dicembre 2008. Vedendo che la demo era così ben fatta, nel settembre 2010, è iniziato lo sviluppo di un sequel, e quattro anni dopo il debutto di Ōkami, il gioco è stato pubblicato con recensioni positive da parte della critica e un moderato successo commerciale.

## Trama
Secondo il produttore Motohide Eshiro, gran parte della storia di Ōkamiden è incentrata sui figli dei precedenti personaggi di Ōkami, sulle loro avventure e sulle relazioni che si formano nel corso della storia del gioco. Il gioco si svolge nove mesi dopo gli eventi di Ōkami. Nonostante la battaglia di Amaterasu contro il Signore Oscuro Yami, che avrebbe ucciso tutti i demoni di Nippon, essi ritornano. La folletta Konohana Sakuya, un personaggio dell'originale Ōkami, invoca la dea del sole Amaterasu, ma trova invece Chibiterasu, che sembra una versione giovane di Amaterasu. Chibiterasu, come rivelato da Matsushita, è in realtà il figlio di Amaterasu, come si era ipotizzato in precedenza. Il produttore Eshiro ha sottolineato che si tratta di una "giovane forma di esistenza" e che non è completamente cresciuto; conserva diverse abilità di Amaterasu, tra cui il Pennello Celeste, ma non ha il suo potere, che si rifletterà nella trama e nel gameplay. Matsushita ha anche definito Chibiterasu goffo e con tratti infantili, come "essere lacrimevolmente sentimentale o non essere in grado di prendere decisioni".
Issun, il compagno di Amaterasu nel primo gioco, non è disponibile ad aiutare Chibiterasu perché impegnato nei suoi compiti di Inviato Celeste, e quindi Chibiterasu è incaricato di trovare altri compagni per aiutare a liberare il mondo dal male. Uno dei partner che accompagna Chibiterasu è Kuni (クニヌシ, Kuninushi), figlio adottivo di Susano e Kushi, due personaggi di Ōkami.
Chibiterasu e i suoi vari partner inizialmente rintracciano un evocatore malvagio chiamato Re Furia (怨霊王, Onryō-ō) che ha dato origine alle maledizioni in tutte le terre. Quando Chibiterasu sconfigge Re Furia, trova un male più forte conosciuto come Akuro (悪路王, Akuro-ō), che cerca di maledire le terre di Nippon. Per farlo, deve acquisire il sangue di Orochi, il demone a otto teste combattuto più volte nel primo gioco. Akuro torna indietro di un anno, quando Amaterasu affrontò Orochi; Chibiterasu lo segue e gli impedisce di recuperare il sangue. Furioso, Akuro viaggia indietro nel tempo di 100 anni, quando lo spadaccino Nagi e Shiranui, la forma di lupo che Amaterasu ha poi assunto, hanno sconfitto Orochi. La squadra viaggia indietro nel tempo per seguire Akuro. Poco prima di entrare nella Grotta della Luna, Kurow lascia il gruppo, affermando di aver trovato la sua "Vera Missione". Il cucciolo, rattristato dall'improvvisa partenza di Kurow, si dirige nella grotta per combattere Akuro. Chibi, tuttavia, questa volta non riesce a impedire ad Akuro di ottenere il sangue, poiché Kurow, che apparentemente è diventato malvagio e si è trasformato in un servitore di Akuro, ferma gli sforzi di Chibiterasu. 
Chibiterasu e gli altri alleati seguono Akuro nei regni oscuri, dove scoprono che il demone ha preso dimora nel corpo di Kuni e che Kurow intende combattere il cucciolo. Chibiterasu è costretto a combattere il suo ex compagno, espellendo lo spirito di Akuro e liberando Kuni, ma il malvagio Kurow gli permette volontariamente di prendere il suo corpo. Tuttavia, questo è stato il piano di Kurow per tutto il tempo; egli rivela di essere una bambola vivente di Waka, con l'obiettivo di ospitare lo spirito di Akuro, in modo che se venisse ucciso con Akuro dentro di sé, Akuro verrebbe espulso. Chibiterasu, combattendo contro le lacrime, obbedisce alle istruzioni di Kurow e Akuro viene distrutto per sempre. Kurow, poco prima di morire, è triste per il fatto di non essere altro che una bambola, ma gli altri lo rassicurano che sono state le sue avventure con Chibiterasu a renderlo ciò che era. Sono state queste avventure a renderlo più di una semplice bambola. Kurow muore felicemente, circondato dagli amici. In seguito, gli altri compagni di Chibiterasu tornano alle loro case, più fiduciosi nelle loro capacità; Kuni se ne va da casa per cercare di capire chi è veramente, con grande dispiacere di Susano. Chibiterasu si unisce a Issun per tornare alla Pianura Celeste e riunirsi con Waka e Amaterasu.
Tornano anche altri personaggi di Ōkami, tra cui Issun, i signori Orange e Sakuya. Il gioco presenta i luoghi di Ōkami e nuove aree da esplorare nel corso dell'avventura. Chibiterasu acquisisce poteri dei Pennelli Celestiali simili a quelli di Ōkami, ma invece di trovare gli Dei dei Pennelli Celestiali nascosti nelle costellazioni, il giocatore dovrà recarsi nei luoghi in cui gli Dei dei Pennelli hanno scelto di riposare e acquisire le abilità dai figli degli Dei.

## Modalità di gioco
Ōkamiden si svolge in modo simile al suo predecessore, Ōkami, come un gioco d'azione e avventura simile ai giochi della serie The Legend of Zelda; Zelda è stata un'ispirazione sia per il regista di Ōkami Hideki Kamiya che per il produttore di Ōkamiden Motohide Eshiro.
Il "Pennello Celeste", la possibilità di bloccare lo schermo e disegnare simboli tramite il touchscreen con lo stilo per apportare modifiche al mondo del gioco, rimane centrale per risolvere gli enigmi e combattere i nemici. Anche il tema della restituzione della vita al mondo ritorna da Ōkami. Una nuova caratteristica è la possibilità per Chibiterasu di collaborare con dei partner. Questi possono essere utilizzati per esplorare il mondo e combattere i nemici. 
La nuova tecnica di guida, chiamata anche pennello "Shirabe" o "coraggio" da Daniel Feit di Wired, può essere utilizzata per spostare il partner di Chibiterasu in modo indipendente attraverso le aree che Chibiterasu non può attraversare; questo è spesso richiesto per avanzare nel gioco. Il gioco utilizza i tasti del viso per muovere Chibiterasu nel mondo, con il display superiore che rappresenta l'attuale visuale in terza persona e quello inferiore che mostra una mini-mappa dell'area. Premendo uno dei due pulsanti di spalla, si attiva il Pennello Celeste: il gioco si mette in pausa mentre lo schermo superiore viene spostato verso il basso e trasformato in pergamena; il giocatore può quindi utilizzare lo stilo e il touchscreen per disegnare e attivare i vari poteri del Pennello Celeste.

## Sviluppo
A causa delle scarse vendite, Ōkami è stato considerato un fallimento commerciale su PlayStation 2 e, sebbene si ritenga che questo sia stato uno dei fattori che hanno portato alla chiusura del suo sviluppatore, Clover Studio, Hideki Kamiya, lead designer di Ōkami, ha specificato che il produttore Atsushi Inaba aveva avuto una discussione con la direzione di Capcom. Kamiya ha commentato che aveva un'idea in mente per il sequel e che gli sarebbe piaciuto realizzarlo, ma che non era altro che un'idea e che era fuori dal suo controllo. Nel luglio 2007, l'ex dipendente di Capcom Keiji Inafune ha dichiarato che aveva preso in considerazione l'idea di un porting per Wii, ma che era più facile a dirsi che a farsi e che non c'erano ancora piani. Nonostante ciò, il gioco ha ricevuto una versione per Wii. Chris Svensson, dipendente di Capcom, ha commentato che molte più persone avrebbero dovuto acquistare copie di Ōkami per giustificare la produzione di un sequel.
Nell'agosto 2009, Capcom ha depositato un marchio giapponese sul nome "Ōkamiden" per un videogioco, pochi mesi prima dell'uscita in Giappone della versione Wii di Ōkami, il che ha portato a speculazioni su un sequel di Ōkami; Ōkamiden potrebbe essere un'abbreviazione o un gioco di parole per Ōkami Gaiden, tradotto come "Ōkami Sidestory", o forse Ōkami Densetsu, tradotto come "Ōkami Legend", alimentando così le speculazioni sul fatto che potrebbe essere il tanto atteso sequel. 
Ōkamiden è stato diretto da Kuniomi Matsushita, che ha curato il porting per Wii di Ōkami, ed è stato prodotto da Motohide Eshiro, che in precedenza aveva lavorato a titoli come Onimusha 2: Samurai's Destiny e Ace Attorney Investigations: Miles Edgeworth. Yukinori Kitajima, sceneggiatore dell'acclamato titolo giapponese per Wii 428: Shibuya Scramble, è stato l'autore dello scenario di Ōkamiden. Nel dicembre 2008, Matsushita, che desiderava fortemente creare un sequel di Ōkami, ha guidato un piccolo team per sviluppare un prototipo avanzato. Matsushita mostrò la dimostrazione a Eshiro ed espresse il desiderio di portare avanti il progetto, che venne approvato. Il team scelse il Nintendo DS per la sua portabilità, che permetteva ai giocatori di prenderlo in mano e giocare ovunque volessero, e per l'utilità dello stilo sul touch screen che fungeva da pennello. Eshiro ha dichiarato che: